# Maria Clotilde di Savoia
Maria Clotilde di Savoia (Ludovica Teresa Maria Clotilde di Savoia; Torino, 2 marzo 1843 – Moncalieri, 25 giugno 1911) era la figlia primogenita del re Vittorio Emanuele II, prima sovrano di Sardegna e poi sovrano d'Italia, e della regina Maria Adelaide d'Asburgo-Lorena.
Era, dunque, membro della famiglia reale italiana e la sorella maggiore di Umberto I di Savoia, successore del padre sul trono d'Italia, di Amedeo I di Savoia, re di Spagna, del principe Oddone Eugenio Maria di Savoia e di Maria Pia di Savoia, regina consorte del Portogallo; era inoltre sorellastra di Vittoria e di Emanuele Alberto, figli nati dal matrimonio morganatico del padre con Rosa Vercellana. Maria Clotilde si sposò nel 1859 con il principe Napoleone Giuseppe Carlo Paolo Bonaparte, nipote di Napoleone I e cugino di Napoleone III, al quale diede tre figli.

## Biografia

### Infanzia e giovinezza

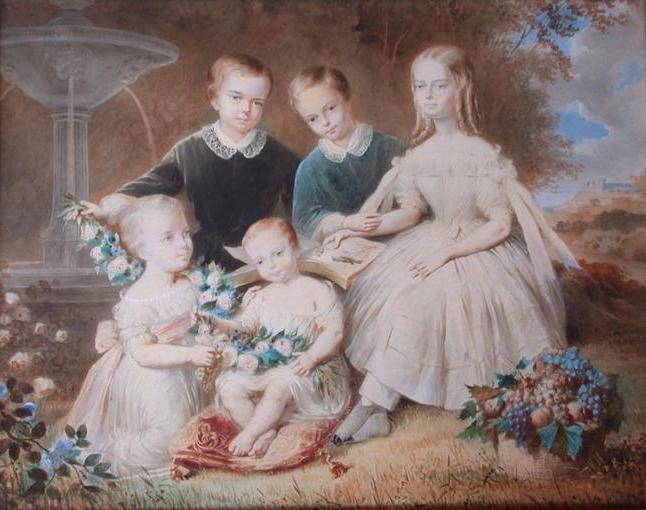
Maria Clotilde in tenera età ritratta coi fratelli Umberto, Amedeo, Oddone e Maria Pia nel 1850

Maria Clotilde di Savoia nacque nel palazzo reale di Torino il 2 marzo 1843, figlia primogenita di Vittorio Emanuele II (allora ancora principe) e Maria Adelaide d'Asburgo-Lorena. La coppia ebbe poi altri sette figli: Umberto (1844-1900), Amedeo (1845-1890), Oddone (1846-1866) e Maria Pia (1847-1911), Carlo Alberto (n. 1851), Vittorio Emanuele (nato e morto lo stesso giorno, nel 1852) e un suo omonimo (nato nel 1855 e vissuto pochi mesi).
La madre si prese direttamente cura della sua prima educazione, rinunciando a balie e nutrici, trascorrendo con la piccola lunghi periodi al castello di Moncalieri assieme alla suocera Maria Teresa, moglie di Carlo Alberto. Clotilde manifestò sin dai primi anni un carattere mansueto e deciso a un tempo: bambina, imparò le preghiere e sviluppò un'inclinazione per una vita improntata agli insegnamenti della morale cattolica.
Chechina, come fu presto chiamata, seguì in seguito il percorso riservato alle sue coetanee aristocratiche. Le sue giornate erano rigidamente scandite: le lezioni delle varie materie scolastiche venivano impartite da precettori scelti tra professori di rango, e a questo si accompagnavano la formazione spirituale e anche attività di maggior svago quali l'equitazione, da lei particolarmente amata. Venne affiancata inoltre dalla governante Paolina di Priola, che avrebbe ricordato con affetto molti anni più tardi, incontrando una sua pronipote.
Intanto Clotilde si era preparata con cura a ricevere i primi sacramenti. A questo proposito sono rimasti tre quaderni di meditazioni redatti nel mese precedente la Comunione. La loro lettura rivela una personalità già chiaramente formata, un'esistenza determinata a mettere Dio al primo posto in ogni momento della vita. Il primo fascicolo mostra come le pratiche di pietà della principessa fossero piuttosto inusuali per una ragazzina di dieci anni: « [mi impegno a] una piccola mortificazione: fare con aria amabile le cose che mi spiacciono - ricordarsi ogni giorno a date ore della presenza di Dio - fedeltà alle piccole mortificazioni - serbare sempre per i poveri una parte dei miei piaceri».
La Comunione le fu amministrata, insieme alla Cresima, l'11 giugno 1853 nella chiesa parrocchiale di Stupinigi da monsignor Andrea Charvaz, arcivescovo di Genova. Nella stessa celebrazione i medesimi sacramenti vennero amministrati anche al fratello Umberto.

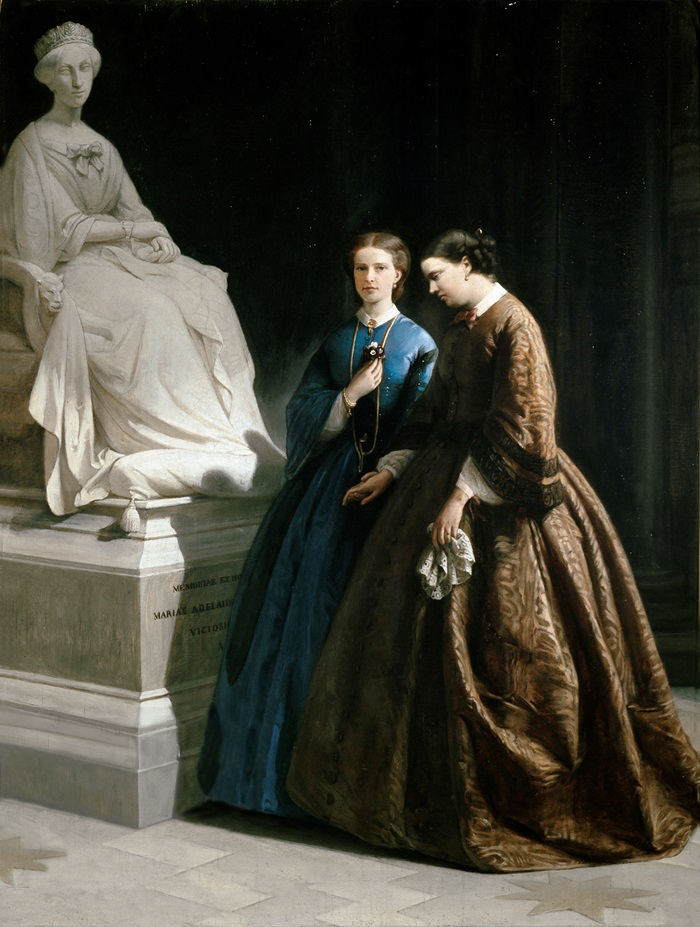
Maria Clotilde e Maria Pia di Savoia fanno visita alla tomba della madre

Clotilde dovette presto sperimentare oltremisura le mortificazioni promesse nell'intimo dei suoi pensieri: alle rinunce quotidiane si affiancarono, nel 1855, quattro lutti. Il 12 gennaio morì la nonna Maria Teresa. La sera del 16, giorno dei funerali, la madre Maria Adelaide d'Asburgo-Lorena fu costretta a letto da una gastroenterite che la portò rapidamente alla morte, avvenuta il 20, due giorni dopo che la figlia aveva avuto modo di salutarla per l'ultima volta. Il decesso dello zio Ferdinando, duca di Genova, l'11 febbraio, e la perdita in maggio del fratellino Vittorio Emanuele completarono il triste quadro.
La principessa affrontò il dolore con le armi della fede, che andò fortificando, come si evince da quanto scrisse nel diario, nelle lettere del tempo e, molti anni più tardi, nelle sue memorie. Continuò quindi la propria formazione spirituale, accompagnata dal monsignore domenicano Giovanni Tommaso Ghilardi, vescovo di Mondovì, dal barnabita Cesare Lolli e dall'abate Stanislao Gazzelli.
Al tempo stesso, si fece apprezzare a corte anche per le buone maniere. In quanto prima donna dei Savoia, fu chiamata a fare gli onori di casa quando la zarina madre, Aleksandra Fëdorovna, venne a Torino nel maggio 1856 per tentare di ammorbidire i rapporti tra i Savoia e la Russia, scontratisi nella guerra di Crimea. Dovette ricoprire lo stesso ruolo nel dicembre 1857, in occasione della visita del granduca Costantino, fratello dello zar Alessandro II. Clotilde registrò le impressioni avute in questa seconda esperienza, riservando parole di simpatia per il piccolo Nicola, figlio di Costantino: «Prima di discendere il nostro caro piccolo amico ci ha mostrato un album dove c'erano i nomi dei principi suoi parenti che aveva visto in Germania venendo; [...] Nicola è così gentile e buono! ».

### Matrimonio

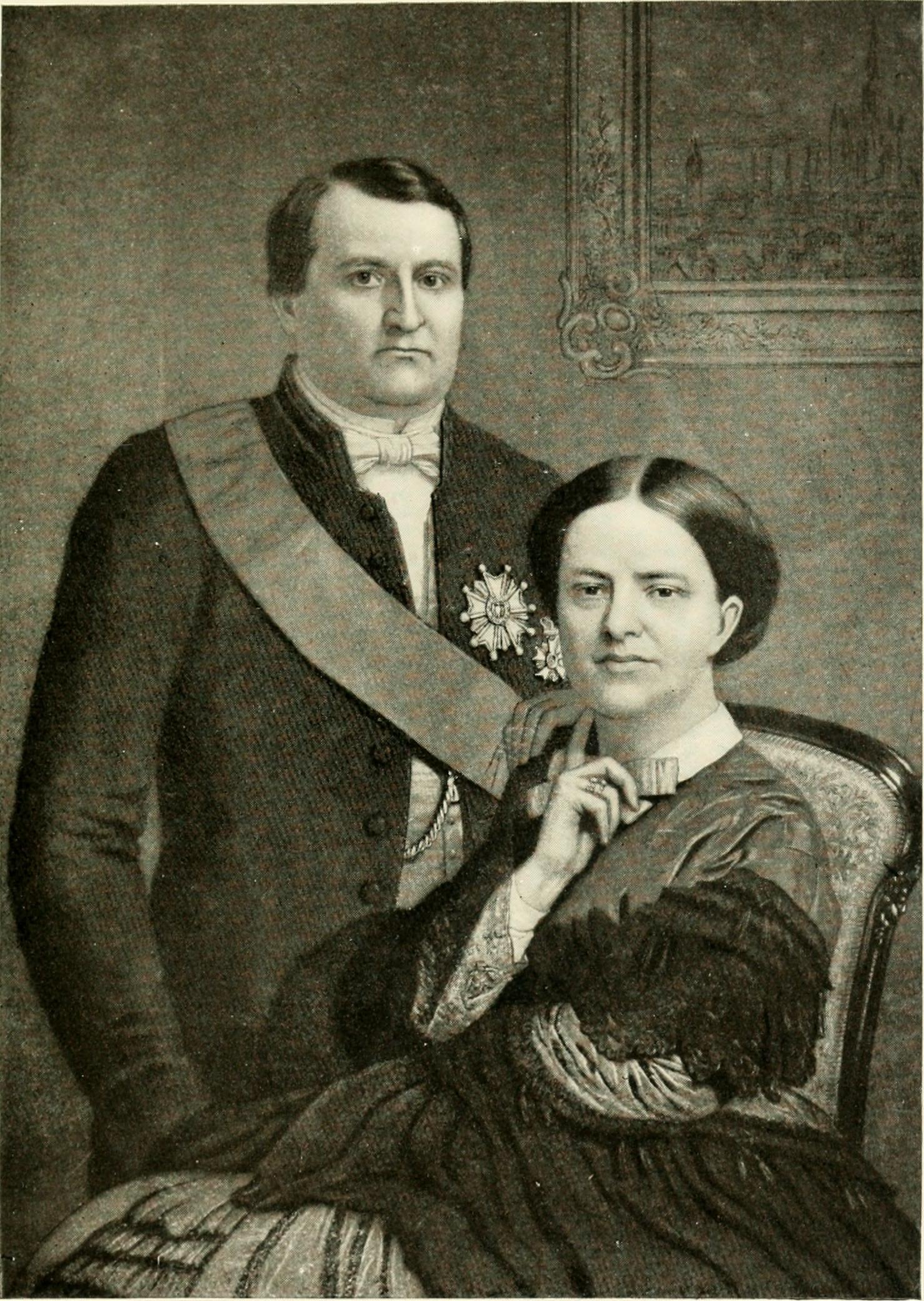
Napoleone Giuseppe Carlo Paolo Bonaparte e Clotilde nel 1904

Nel 1858 Cavour gestiva abilmente le trame diplomatiche piemontesi. Siccome l'imperatore francese Napoleone III, che già aveva avuto un passato liberale, sembrava ben disposto verso la causa risorgimentale italiana, il conte impiegò i propri sforzi nel formare un'alleanza con la Francia. Così, in segreto, i due uomini si incontrarono il 21 luglio a Plombières per concludere i celebri accordi. 
L'imperatore chiedeva la cessione di Nizza e della Savoia in cambio del suo aiuto, prodromo della seconda guerra d'indipendenza italiana. Inoltre prometteva di garantire la propria protezione su un regno dell'Italia centrale svincolato dal potere pontificio e guidato, nei suoi obiettivi, dal cugino Napoleone Giuseppe Carlo Paolo (detto Girolamo) Bonaparte, nipote anch'esso del più celebre Napoleone. Perché ciò fosse possibile, e perché l'alleanza fosse più stabile, era necessario un matrimonio tra Girolamo e una principessa di casa Savoia. La scelta cadde così su Clotilde.
L'imperatore non fece delle nozze una condicio sine qua non per il rispetto degli accordi, ma Cavour capì facilmente come un rifiuto avrebbe compromesso le speranze di ricevere dalla Francia il sostegno necessario. Girolamo non aveva solo vent'anni più della possibile sposa, ma anche e soprattutto una concezione diversa della vita. Anch'egli liberale sin dalla giovinezza, si era spesso imbarcato in relazioni amorose fugaci e conduceva una vita lontana dai precetti della Chiesa, verso i quali nutriva al contrario un notevole fastidio. 
Tornato in Italia, il primo ministro informò Vittorio Emanuele, delegandogli il compito di informare la figlia sull'unione prospettata a Plombières. Dal castello di Casotto sopra Garessio Clotilde spedì una lettera a Cavour, manifestando con molta gentilezza la sua naturale opposizione al matrimonio proposto, assieme alla consapevolezza del suo significato politico e a un pieno abbandono nella fede in Cristo: «Ho già molto pensato; ma è una cosa molto seria il mio matrimonio col Principe Napoleone e che soprattutto è del tutto contraria alle mie idee. Io so anche, caro Conte, che esso potrebbe essere vantaggioso all'avvenire di una nazione come la nostra e soprattutto al Re mio Padre. [...] ci penserò ancora e spero che il Signore vorrà guidarmi col suo infallibile aiuto; io rimetto tutto nelle sue mani per ora e non posso decidere nulla».
La primogenita del re passò tutto il mese di agosto a Casotto, meditando sulla risposta, e a settembre tornò a Racconigi. Fu qui che prese una decisione definitiva, accettando le nozze. Per quanto la scelta fosse condizionata da ragioni politiche, derivò in buona parte anche dalla convinzione di realizzare, attraverso una consapevole e al tempo stesso sacrificante adesione ai desideri di Cavour e dell'imperatore francese e alle esigenze della patria, la volontà di Dio. Lei stessa confidò successivamente come la sua decisione non fosse dovuta - almeno non semplicemente - a un'imposizione altrui: «L'ho sposato, il principe, perché l'ho voluto io».
Pose tuttavia un'unica condizione: vedere il fidanzato prima di andare all'altare. La visita di Gerolamo veniva procrastinata, sicché la principessa ebbe intanto modo di lasciare Racconigi per tornare in città. L'incontro tra i futuri coniugi avvenne a Torino il 16 gennaio 1859, e permise di sciogliere le ultime riserve di Clotilde, rendendo ufficiali le imminenti nozze. L'annuncio suscitò veementi proteste all'interno della corte torinese, indignata nel vedere come la vita di una quindicenne venisse sacrificata per soddisfare le trame politiche dei governanti. Una missiva coeva, indirizzata da Costanza d'Azeglio al figlio Emanuele, svela la «riprovazione» di «tutte le classi sociali»: «La nobiltà l'ha manifestata non andando affatto alla prima illuminazione del teatro e al ballo Cavour». Dopo questa dimostrazione, però, si « è andati in folla a teatro e a Corte», per «non tenere il broncio al Re e ancor meno alla principessa, che è molto amata».

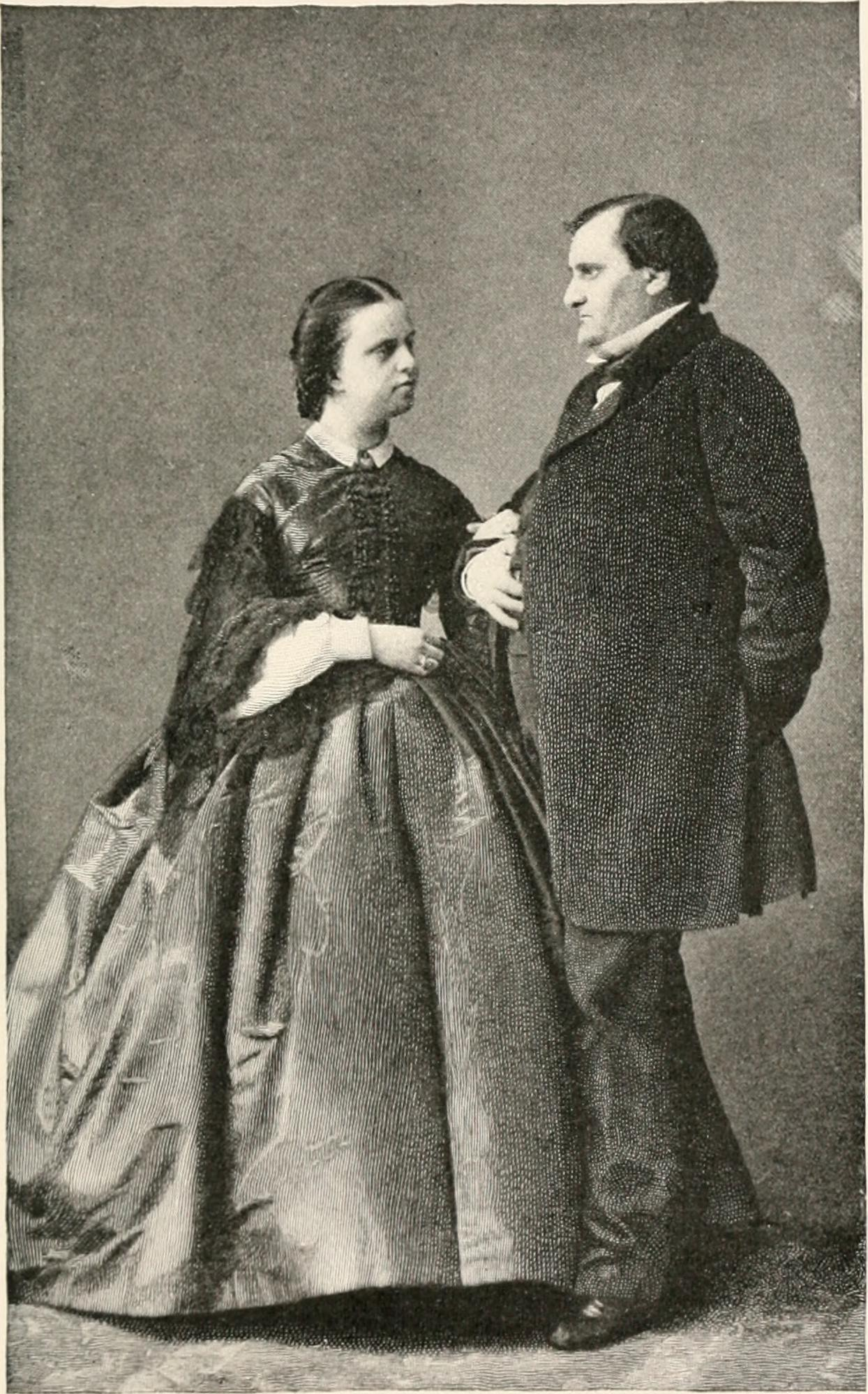
La principessa Clotilde e il principe Napoleone Giuseppe Carlo Paolo Bonaparte fotografati dalla Disderi & Co

Il 23 gennaio il generale Niel formulò al padre della sposa la richiesta ufficiale, mentre il 28 furono verbalizzati gli accordi di Plombières in un incontro tra il re, Gerolamo e l'imperatore. Domenica 30 gennaio 1859, nella cappella reale della Sacra Sindone, il rito del matrimonio venne officiato dall'arcivescovo di Vercelli Alessandro d'Angennes, ma concelebrarono anche i presuli di Casale Monferrato, Savona, Pinerolo e Susa. Clotilde rinunciava formalmente alla corona, portando in dote 500 000 lire, cui vanno aggiunte 300 000 lire di gioielli e 100 000 di corredo. Napoleone III poté quindi anche accrescere il prestigio della sua famiglia, imparentandola con una delle più antiche dinastie europee.
Come era d'uso in occasione delle nozze di Casa Savoia, una grande festa seguì il rito sacro: parate e spettacoli nelle strade torinesi si unirono al fastoso ricevimento allestito in municipio. Una discreta somma, inoltre, fu devoluta ai poveri, a Torino come in Francia. Il giorno stesso del matrimonio gli sposi lasciarono la città. Il re, Cavour e La Marmora li accompagnarono in treno sino a Genova, dove tutti insieme assistettero, la sera, ad una rappresentazione presso il teatro Carlo Felice, tra l'entusiasmo della folla. Dopo aver dormito due notti sotto la Lanterna, Clotilde salutò il padre e salpò in direzione di Marsiglia, per proseguire in seguito alla volta della capitale francese. Nel pomeriggio del 4 settembre la principessa lasciò la Provenza a bordo di un treno imperiale, giungendo la mattina seguente a Fontainebleau; qui fece la conoscenza del suocero Gerolamo e della cognata Matilde ed infine, la sera del medesimo giorno, arrivò a Parigi, accolta a corte dalla coppia imperiale.

### A Parigi

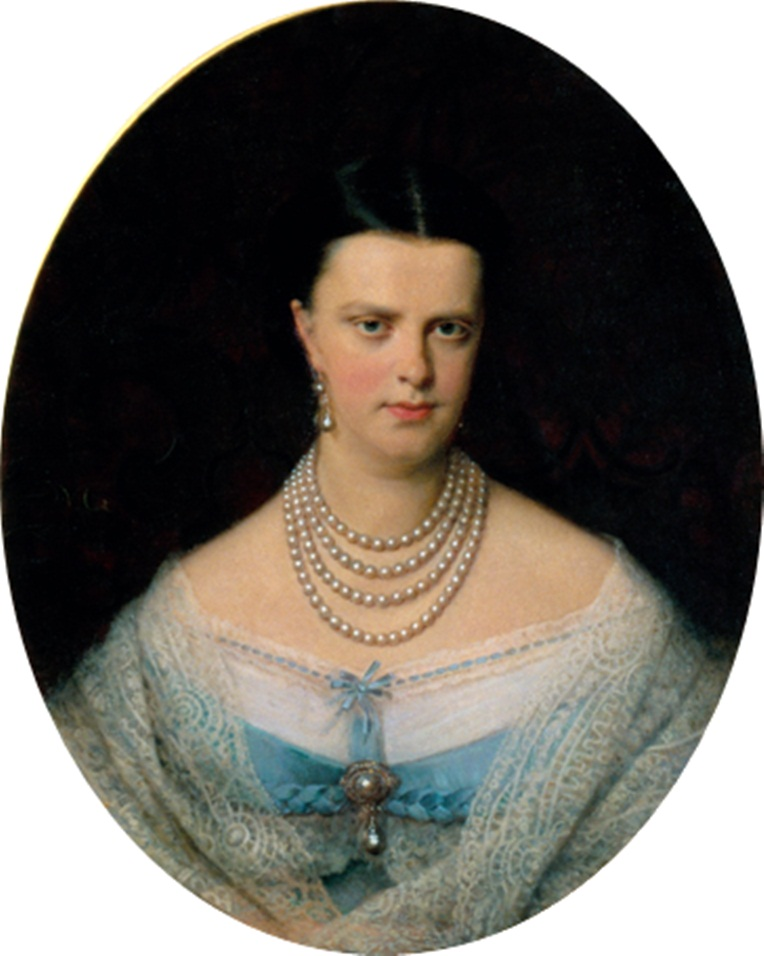
La principessa imperiale Maria Clotilde di Savoia

La contessa di Villamarina, sua dama di compagnia e amica sin dall'infanzia, abbandonò presto la metropoli gaudente e sfavillante del Secondo Impero, incapace di sopportare uno stile di vita alquanto lontano da quello torinese. Anche per Clotilde, posta di fronte ad una realtà che poco o nulla aveva a che spartire con il suo spirito religioso, l'adattamento fu difficile, complicato all'inizio anche dalla freddezza con cui la popolazione la accolse. Alla principessa fu affidata una nuova corte, composta da dame francesi, la «pia» Madame Hortense Thayer, la contessa Bertrand, la baronessa de la Roncière e madame de Clermont Tonnerre.
Clotilde visse nella grande città francese per molti anni, non compresa dal marito, senza curarsi granché degli splendori della corte imperiale, e tutta dedita alla beneficenza. Modesta, ma fiera: quando l'imperatrice Eugenia, che non proveniva da una famiglia reale, le propose di saltare «il solito ricevimento dei funzionari», perché, continuò, «forse sarebbe troppo faticoso per voi», rispose: «Voi dimenticate, Signora, che io sono nata a corte e che a certe funzioni mi hanno abituata sin dall'infanzia», accentuando nell'imperatrice spagnola l'istintiva antipatia nei confronti di Clotilde, destinata poi ad attenuarsi con il tempo.
Sin dall'inizio il coniuge, grazie ai ricevimenti ufficiali o alle serate libere che poteva trascorrere nel proprio appartamento privato, approfittò delle occasioni mondane offerte in grande quantità dalla città, non esitando a tradire la moglie. Girolamo riprese subito «tutte le sue abitudini di maturo scapolo», nonostante i «rimbrotti del padre, che nutrì una vera predilezione per la giovane nuora», e della sorella Matilde, e nonostante si affrettasse a rassicurare il suocero Vittorio Emanuele e il conte di Cavour sull'affetto che circondava Clotilde e sul proprio desiderio di renderla felice.
Tuttavia, la principessa scriveva il 26 marzo ad un'amica di stare «a maraviglia» e di «essere estremamente felice». Facendo leva su una fede sempre più solida, riusciva a sopportare di essere solo una pedina nello scacchiere politico, nonché l'infedeltà del marito, ricorrendo alla Messa quotidiana nella sua cappella privata al Palais-Royal e alla regolare assistenza ai malati in ospedale.

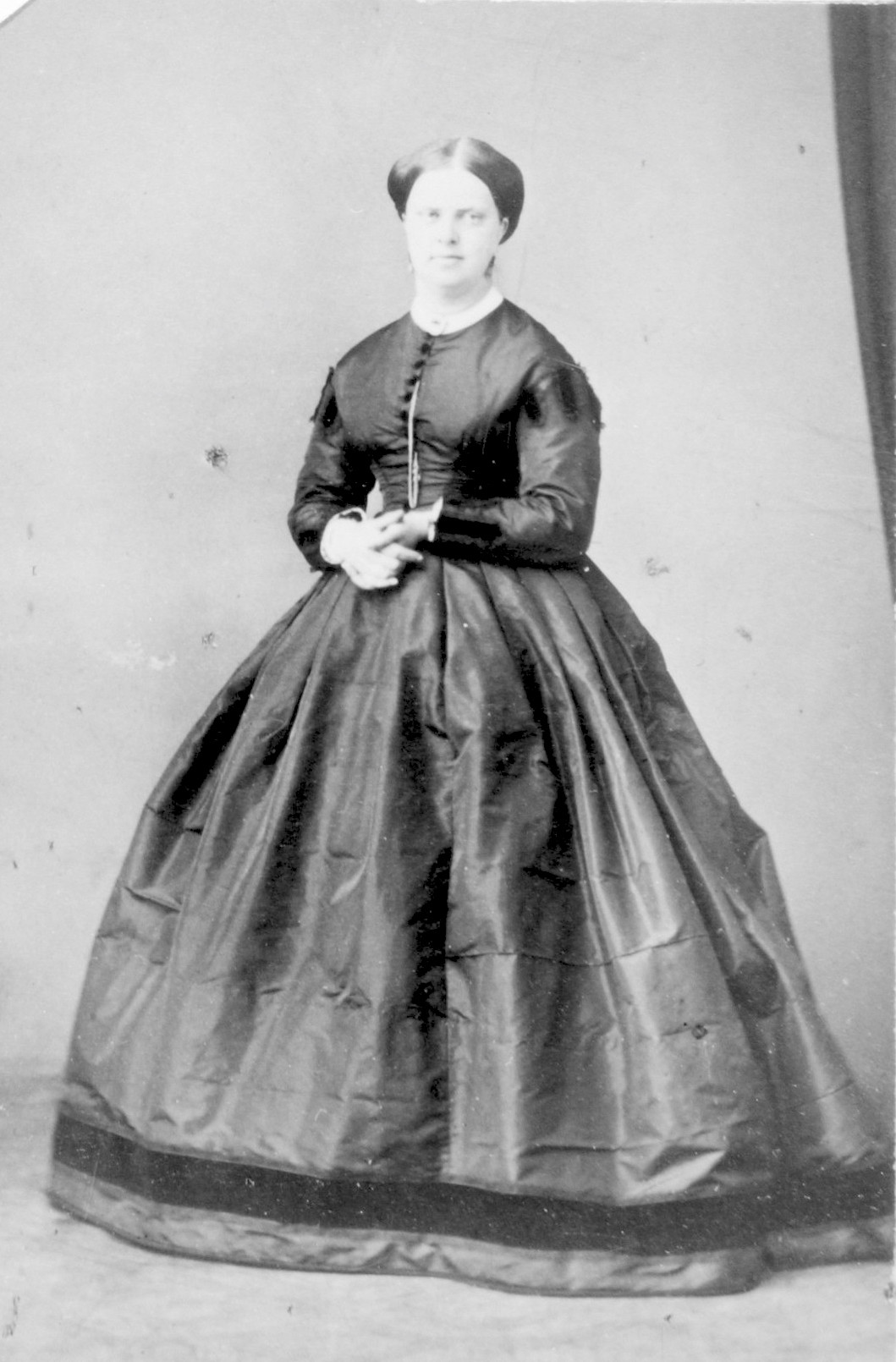
Maria Clotilde fotografata nel 1859

La vita parigina di Clotilde fu tutta improntata in senso cristiano. Dopo la Messa quotidiana si recava ad assistere gli ammalati, mentre in casa sopportò la distanza di vedute con il coniuge, il quale solo raramente rompeva la solitudine della giovane donna, preferendo rimanere nei propri appartamenti. Il 20 giugno 1859 Clotilde si consacrò figlia di Maria nel convento agostiniano «Des Oiseaux», che aveva preso a frequentare regolarmente, e tre giorni più tardi «entrò nella locale associazione del Sacro Cuore di Gesù », inaugurando una devozione cui rimarrà sempre legata..
Nel giugno 1860 la già precaria salute del suocero di Clotilde, Gerolamo, con cui la nobildonna aveva instaurato sin dal principio un rapporto affettuoso, peggiorò. La coppia giunse al capezzale del morituro a Vilgénis, in Seine-et-Oise. Nei giorni che seguirono, la figlia di Vittorio Emanuele accudì il malato quotidianamente, desiderando che potesse ricevere l'estrema unzione prima del trapasso. Pur conoscendo la volontà contraria del marito, Clotilde scrisse agli imperatori chiedendo l'invio di un ecclesiastico: il 23 giugno arrivarono a Vilgénis il cappellano di corte e l'arcivescovo di Parigi. Gerolamo morì ricevendo l'estrema unzione. Furibondo, il consorte cacciò la principessa da Vilgénis e la allontanò dalla famiglia. Il 24 la donna tornò comunque a Vilgénis, dove assistette al trapasso del suocero, mentre questi, pare, «abbozzava un sorriso al crocifisso che la suora gli porgeva».
Gli eventi italiani andarono nel frattempo accelerando, e anche oltre oceano l'incipiente Guerra di secessione americana suscitava gli interessi della politica francese. Nella primavera del 1861 il marito di Clotilde si imbarcò alla volta del Nuovo Mondo, deciso ad ottenere vantaggi commerciali per il suo paese. Quando seppe che sullo yacht era salita anche la giovane principessa, Vittorio Emanuele si lasciò andare ad una certa perplessità, preoccupato per il lungo viaggio, che doveva comunque condurre la primogenita solo fino a Lisbona. Tuttavia Clotilde volle accompagnare Napoleone fino in America. Ottenuto il consenso del consorte, dopo oltre due mesi di navigazione sbarcò con lui a New York, dove fu lasciata qualche tempo da sola, mentre Plon Plon si dirigeva verso gli Stati del Nord e verso il Canada. 
Nella grande città la donna ricominciò a seguire regolarmente la Messa e riprese le pratiche di pietà, da cui durante la traversata si era astenuta per non irritare il marito. A New York frequentò anche con assiduità il convento del Sacro Cuore. Un ricordo della madre superiora del convento rivela in modo emblematico la riservatezza con cui Clotilde amava vivere le pratiche religiose e il suo desiderio di solitudine: «Una volta riuscirono a sapere che essa sarebbe venuta da noi al Sacro Cuore per la benedizione, ed ecco un buon numero di signore [...] introdursi nella Cappella, ma per quanto guardassero da ogni parte, non riuscirono a vedere S. A. Imperiale e se ne andarono molto deluse, poiché la principessa, con un semplice velo bianco, si era mischiata alle alunne».
Fu, il viaggio americano, uno dei rari momenti di intimità con il coniuge. Al ritorno in Francia Clotilde era incinta per la prima volta. Tuttavia, la distanza tra marito e moglie non tardò a manifestarsi nuovamente: Napoleone premeva affinché il potere temporale della Chiesa venisse ridimensionato, mentre la nobildonna, la cui mentalità non poteva accettare uno stato laico, si raccoglieva in preghiera, impetrando la conversione del consorte. Numerosi sono i destinatari della sua corrispondenza cui chiedeva di fare altrettanto, mostrandosi preoccupata per l'anima del Bonaparte.
Il 18 luglio 1862 nacque il primogenito della coppia, Vittorio Napoleone, battezzato privatamente e senza cerimonia ufficiale. La madre volle occuparsi personalmente del bambino, che dovette abbandonare per un breve periodo nel mese di ottobre. Il matrimonio della sorella Maria Pia con il re portoghese Luigi la richiamò infatti a Torino, dove dai tempi delle nozze non era più tornata. Per la prima volta rivide così il padre, i fratelli e i luoghi dell'infanzia. Dopo la festa, Clotilde si imbarcò con il marito alla volta dell'Egitto, dove si concedette una breve crociera. La donna sperava che il viaggio la potesse portare in Terra santa, ma il suo desiderio non si realizzò.

### Caduta dell'Impero

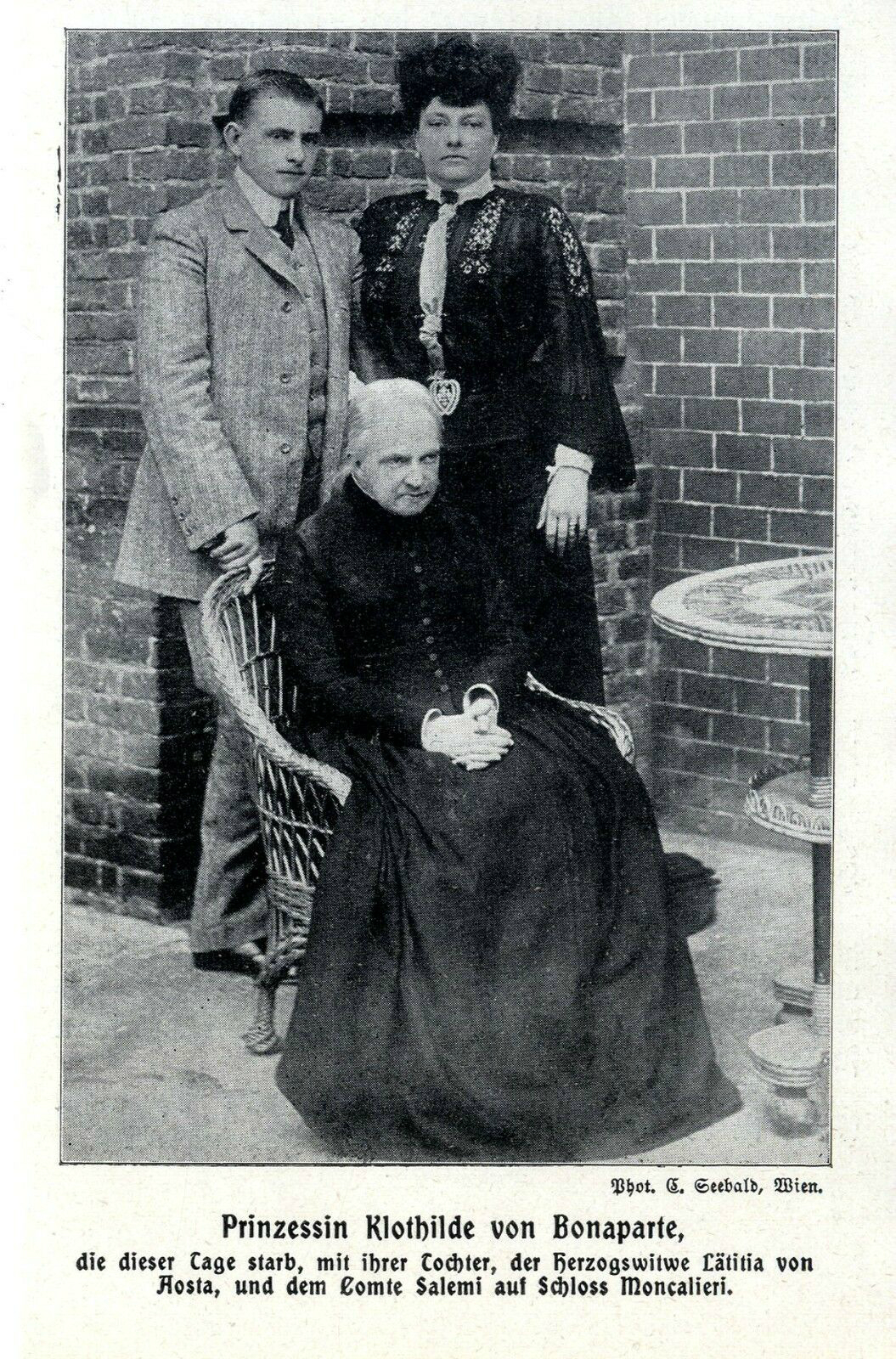
Maria Clotilde in tarda età con la figlia Maria Letizia Bonaparte e il nipote Umberto di Savoia-Aosta

Caduto il Secondo Impero, nel settembre del 1870, Clotilde decise di rimanere nella città in rivolta, malgrado le insistenze del padre perché rientrasse in patria. Clotilde gli rispose con una famosa lettera, che riassumeva tutta la sua vita, improntata ai doveri di una principessa di Casa Savoia. Fuggiti tutti i Bonaparte (l'imperatrice Eugenia lasciò la capitale travestita e fuggì in Inghilterra) e proclamata la repubblica, Clotilde di Savoia lasciò per ultima, sola, il 5 settembre in pieno giorno, Parigi, con la sua carrozza scoperta e le sue insegne. La guardia repubblicana le rese gli onori.
(Giuseppe Fumagalli, Chi l'ha detto?, X ed. riveduta e aumentata, Hoepli, Milano, 1989, p. 374)
(Pierre de La Gorce, Histoire du second empire, tomo VII, Parigi, 1905, p. 430 [traduzione dal francese])
La coppia andò quindi a Ginevra. Profondamente religiosa, subì i comportamenti libertini e la vita dissipata del marito, che in seguito l'abbandonò, lasciandola in ristrettezze economiche. Si unì alle terziarie domenicane, divenendo suor Caterina del Sacro Cuore; in seguito tornò in Italia stabilendosi nel castello di Moncalieri. Fu detta "la santa di Moncalieri", dal nome del castello dove s'era ritirata. Fu sepolta nella basilica di Superga, insieme agli altri prìncipi e duchi di Savoia. Nella chiesa di Santa Maria a Moncalieri le fu innalzato un monumento, opera di Pietro Canonica, che la rappresenta inginocchiata in estasi mistica.

## Causa di beatificazione e canonizzazione
Il 10 luglio 1942 fu introdotta la causa di beatificazione di Maria Clotilde da parte di Papa Pio XII, il quale dichiarò la principessa Serva di Dio. La causa di beatificazione della principessa è ancora aperta.

## Discendenza
Dal matrimonio di Clotilde col principe Girolamo Bonaparte nacquero:
1. Vittorio (1862–1926), che sposò la principessa Clementina del Belgio;
2. Luigi (1864–1932);
3. Letizia (1866–1926), che sposò lo zio Amedeo (1845–1890), re di Spagna, poi duca d'Aosta.

## Ascendenza
|                                      |                              |                                      | Genitori                               |  |  | Nonni |  |  | Bisnonni                           |  |  | Trisnonni                              |  |
|                                      |                              |                                      |                                        |  |  |       |  |  | Carlo Emanuele di Savoia-Carignano |  |  | Vittorio Amedeo II di Savoia-Carignano |  |
|                                      |                              |                                      |                                        |  |  |       |  |  | Carlo Emanuele di Savoia-Carignano |  |  | Vittorio Amedeo II di Savoia-Carignano |  |
|                                      |                              | Giuseppina Teresa di Lorena-Armagnac |                                        |  |  |       |  |  | Carlo Emanuele di Savoia-Carignano |  |  |                                        |  |
| Carlo Alberto di Savoia              |                              |                                      |                                        |  |  |       |  |  | Carlo Emanuele di Savoia-Carignano |  |  |                                        |  |
|                                      |                              | Maria Cristina di Sassonia-Curlandia | Carlo di Sassonia                      |  |  |       |  |  |                                    |  |  |                                        |  |
|                                      |                              | Maria Cristina di Sassonia-Curlandia | Carlo di Sassonia                      |  |  |       |  |  |                                    |  |  |                                        |  |
|                                      |                              | Maria Cristina di Sassonia-Curlandia | Francesca Korwin-Krasińska             |  |  |       |  |  |                                    |  |  |                                        |  |
| Vittorio Emanuele II di Savoia       |                              | Maria Cristina di Sassonia-Curlandia |                                        |  |  |       |  |  |                                    |  |  |                                        |  |
|                                      |                              | Ferdinando III di Toscana            | Leopoldo II d'Asburgo-Lorena           |  |  |       |  |  |                                    |  |  |                                        |  |
|                                      |                              | Ferdinando III di Toscana            | Leopoldo II d'Asburgo-Lorena           |  |  |       |  |  |                                    |  |  |                                        |  |
|                                      |                              | Ferdinando III di Toscana            | Maria Ludovica di Borbone-Napoli       |  |  |       |  |  |                                    |  |  |                                        |  |
| Maria Teresa d'Asburgo-Toscana       |                              | Ferdinando III di Toscana            |                                        |  |  |       |  |  |                                    |  |  |                                        |  |
|                                      |                              | Luisa Maria Amalia di Borbone-Napoli | Ferdinando I di Borbone                |  |  |       |  |  |                                    |  |  |                                        |  |
|                                      |                              | Luisa Maria Amalia di Borbone-Napoli | Ferdinando I di Borbone                |  |  |       |  |  |                                    |  |  |                                        |  |
|                                      |                              | Luisa Maria Amalia di Borbone-Napoli | Maria Carolina d'Asburgo-Lorena        |  |  |       |  |  |                                    |  |  |                                        |  |
| Maria Clotilde di Savoia             |                              | Luisa Maria Amalia di Borbone-Napoli |                                        |  |  |       |  |  |                                    |  |  |                                        |  |
|                                      | Leopoldo II d'Asburgo-Lorena | Francesco I di Lorena                |                                        |  |  |       |  |  |                                    |  |  |                                        |  |
|                                      | Leopoldo II d'Asburgo-Lorena | Francesco I di Lorena                |                                        |  |  |       |  |  |                                    |  |  |                                        |  |
|                                      | Leopoldo II d'Asburgo-Lorena | Maria Teresa d'Asburgo               |                                        |  |  |       |  |  |                                    |  |  |                                        |  |
| Ranieri Giuseppe d'Asburgo-Lorena    | Leopoldo II d'Asburgo-Lorena |                                      |                                        |  |  |       |  |  |                                    |  |  |                                        |  |
|                                      |                              | Maria Ludovica di Borbone-Napoli     | Carlo III di Spagna                    |  |  |       |  |  |                                    |  |  |                                        |  |
|                                      |                              | Maria Ludovica di Borbone-Napoli     | Carlo III di Spagna                    |  |  |       |  |  |                                    |  |  |                                        |  |
|                                      |                              | Maria Ludovica di Borbone-Napoli     | Maria Amalia di Sassonia               |  |  |       |  |  |                                    |  |  |                                        |  |
| Maria Adelaide d'Asburgo-Lorena      |                              | Maria Ludovica di Borbone-Napoli     |                                        |  |  |       |  |  |                                    |  |  |                                        |  |
|                                      |                              | Carlo Emanuele di Savoia-Carignano   | Vittorio Amedeo II di Savoia-Carignano |  |  |       |  |  |                                    |  |  |                                        |  |
|                                      |                              | Carlo Emanuele di Savoia-Carignano   | Vittorio Amedeo II di Savoia-Carignano |  |  |       |  |  |                                    |  |  |                                        |  |
|                                      |                              | Carlo Emanuele di Savoia-Carignano   | Giuseppina Teresa di Lorena-Armagnac   |  |  |       |  |  |                                    |  |  |                                        |  |
| Maria Elisabetta di Savoia-Carignano |                              | Carlo Emanuele di Savoia-Carignano   |                                        |  |  |       |  |  |                                    |  |  |                                        |  |
|                                      |                              | Maria Cristina di Sassonia-Curlandia | Carlo di Sassonia                      |  |  |       |  |  |                                    |  |  |                                        |  |
|                                      |                              | Maria Cristina di Sassonia-Curlandia | Carlo di Sassonia                      |  |  |       |  |  |                                    |  |  |                                        |  |
|                                      |                              | Maria Cristina di Sassonia-Curlandia | Francesca Korwin-Krasińska             |  |  |       |  |  |                                    |  |  |                                        |  |
|                                      |                              | Maria Cristina di Sassonia-Curlandia |                                        |  |  |       |  |  |                                    |  |  |                                        |  |

## Nella cultura di massa
- Villafranca (1934), film di  Giovacchino Forzano, interpretato da Pina Cei.
- Ottocento (1959), film di Anton Giulio Majano, interpretato da Annabella Cerliani.
- Vita di Cavour (1967), film di Piero Schivazappa, interpretato da Maddalena Gillia.
- Maria Clotilde di Savoia "Martire" del Risorgimento (2021), cortometraggio realizzato nel 2021 dalla biblioteca civica "Camillo Federici" di Garessio per i 160 anni dell'Unità d'Italia.